# Paweł Kuczyński
Paweł Robert Kuczyński (ur. 21 czerwca 1951 we Włocławku) – polski muzyk, jeden z założycieli i były basista zespołu Republika. Współpracował z Janem Castorem, Grzegorzem Ciechowskim, Zbyszkiem Krzywańskim, Sławomirem Ciesielskim i Robertem Gawlińskim.
Członek Akademii Fonograficznej ZPAV. Były prezes Klubu Wysokogórskiego w Toruniu.

## Życiorys
Urodził się 21 czerwca 1951 we Włocławku. Dzieciństwo spędził w miejscowości Dobre na Kujawach. Podczas nauki w liceum w Ciechocinku zaczął grywać w zespołach bitowych. W 1969 wraz z rodzicami i siostrą przeprowadził się do Torunia, gdzie współpracował ze studencką grupą teatralną „Panoptykon”, dla której komponował i przygotowywał oprawy muzyczne spektakli. Współpracował także z różnymi wykonawcami z kręgu muzyki studenckiej.
W studenckim studiu Radia Bielany wspólnie z Wiesławem Rucińskim tworzył własne nagrania. W 1975 został jednym z założycieli zespołu Res Publica, który istniał do 1979. Następnie wraz z muzykami grupy utworzył zespół Republika, która po raz pierwszy wystąpił publicznie 25 kwietnia 1981. Do 1986, kiedy to nastąpił rozpad pierwszego składu zespołu, wziął udział w nagraniach czterech singli i dwóch longplayów grupy, uczestniczył w festiwalach Roskilde 84 i Ruis Rock Festival w Turku oraz w widowisku baletowym Republika – rzecz publiczna wystawionym w Teatrze Wielkim w Łodzi. Pracował też z zespołem nad przygotowaniem materiału na kolejną płytę długogrającą, jednak materiał nie ujrzał światła dziennego pod firmą Republiki, ponieważ tuż po rozpoczęciu nagrań doszło do rozpadu grupy. Niedługo później ze Sławomirem Ciesielskim Zbigniewem Rucińskim stworzył zespół Opera, który nie zyskał wielkiej popularności, przez co wkrótce się rozpadł.
Po rozpadzie Opery zawiesił karierę muzyczną i zajął się projektowaniem mebli i wnętrz, a później – produkcją nagrań dźwiękowych dla lokalnych rozgłośni radiowych. W 1990 wystąpił z reaktywowaną Republiką na Krajowym Festiwalu Piosenki Polskiej w Opolu i zagrał koncerty w klubach polonijnych w Chicago i Nowego Jorku. Zainteresował się także wspinaczką i wstąpił do Toruńskiego Klubu Wysokogórskiego, którego z czasem został prezesem. Prowadzi także niewielką firmę wysokościową i interesuje się piwowarstwem.

### Życie prywatne
W 1974 ożenił się z Alicją, z którą ma syna Tymoteusza (ur. 1975) i córkę Martę (ur. 1990).

## Dyskografia

### Albumy studyjne
Z zespołem Republika
- ’82–’85
- Nowe sytuacje
- 1984
- Nieustanne tango

Z zespołem Opera
- 1987–1988